# Тяжело умирать
«Тяжело умирать» (англ. Hard To Die) — американский кинофильм, вышедший в 1990 году. В советском видеопрокате фигурировал также под названием «Крепкие орешки».

## Сюжет
Четверо молодых девушек вместе с парой человек оказываются одни в небоскрёбе. Вскоре одну из них жестоко убивают. Они понимают, что среди них убийца.

## В ролях
| Актёр              | Роль                    |
| ------------------ | ----------------------- |
| Гэйл Харрис        | Дон Грант               |
| Карен Майо-Чендлер | Диана                   |
| Дебора Датч        | Джеки                   |
| Мелисса Мур        | Тесс                    |
| Бриджет Карни      | Шайна                   |
| Юрген Баумм        | лейтенант Майк Блок     |
| Тони Наплес        | сержант Филлис Шоули    |
| Боб Шеридан        | полицейский в вестибюле |
| Каролет Жирар      | Фифи Латур              |
| Келли Маруни       | «порно-жена»            |
| Питер Спеллос      | в роли самого себя      |